# Zeremoniale
Ein Zeremoniale oder Caeremoniale, auch Zeremonienbuch, ist ein kirchliches Buch, das den in einem Gottesdienst handelnden Personen aufzeigt, wie sie sich korrekt verhalten. Das Zeremoniale erklärt dabei alle in einem Gottesdienst relevanten Zeremonien, die Handlungen, Riten, Gesten und körperliche Zeichen. Gleichzeitig geht es auf liturgische Kleider- und Stilfragen ein.

## Einordnung
Das Zeremoniale ist theologischer Forschungsgegenstand der Liturgik und damit ein Thema der Praktischen Theologie. Nach Dietrich Stollberg lehrt ein Zeremoniale sowohl „Anstand vor Gott“ als auch „Anstand vor der Gemeinde“. In der römisch-katholischen Liturgiewissenschaft wurde in den 1970er-Jahren dafür der Begriff Ars celebrandi („die Kunst, Gottesdienst zu feiern“) geprägt.

## Gegenstände eines Zeremoniales
Beschrieben werden im Zeremoniale 
- Gesten und Gebärden in einem Gottesdienst wie das Sitzen, Stehen, Gehen, das Tragen (z. B. eines Vortragekreuzes beim Einzug in das Gotteshaus), Knien und Kniebeugen, Verneigungen und die Prostration.
- Hinzu kommen gottesdienstliche Handlungen wie das Läuten von Schellen und Glocken, die Elevation, das Zeigen und Brechen der Zelebrationshostie und das Darreichen des Kelches bei der Feier der Eucharistie, das Kerzenentzünden in der Osternacht, das Inzensieren von Gegenständen und Räumen mit Weihrauch, das Besprengen (mit Wasser bei der Taufe und beim Taufgedächtnis), das Bezeichnen oder Bestreuen mit Asche (z. B. am Aschermittwoch), die Fußwaschung am Gründonnerstag und die Salbung (mit Chrisam bzw. Katechumenenöl) bei Taufe und Firmung.

In der römisch-katholischen Kirche werden als Caeremoniale heute überwiegend die Handbücher für die päpstliche (Caeremoniale Romanum) und bischöfliche (Caeremoniale Episcoporum) Liturgie und Amtsgeschäfte bezeichnet. Die Caeremonialia überschneiden sich in ihrem Inhalt mit anderen liturgischen Büchern und Vorschriftensammlungen wie dem Liber Ordinarius, den Consuetudines (wie etwa den Consuetudines Cartusiae), einem Pontifikale, dem Rituale Romanum und dem Brevier, die zum Teil nur für einzelne Orden gelten.

### Römisch-katholisch
- Deutsche Bischofskonferenz (Hrsg.): Zeremoniale für die Bischöfe in den katholischen Bistümern des deutschen Sprachgebietes. Herder-Verlag, 4. Auflage, Freiburg/B. 2010, ISBN  978-3-451-26734-5 (376 S.)
- Werner Hahne: De arte celebrandi oder Von der Kunst, Gottesdienst zu feiern. Entwurf einer Fundamentalliturgik. Herder-Verlag, Freiburg (1990) 2 1991.
- Martin Klöckener: Caeremoniale. In: Walter Kasper (Hrsg.): Lexikon für Theologie und Kirche. 3. Auflage. Band 2. Herder, Freiburg im Breisgau 1994, Sp. 875 f.

### Evangelisch
- Dietrich Stollberg: Liturgische Praxis. Kleines evangelisches Zeremoniale, Vandenhoeck & Ruprecht. Göttingen 1993, ISBN 3-525-60386-X.
- Ottfried Jordahn: Das Zeremoniale. In: Hans-Christoph Schmidt-Lauber, Karl-Heinrich Bieritz (Hrsg.): Handbuch der Liturgik. Liturgiewissenschaft in Theologie und Praxis der Kirche. Vandenhoeck und Ruprecht, Göttingen 1995, ISBN 3-525-57191-7, S. 537–562.
- Oskar Johannes Mehl: Das liturgische Verhalten. Beiträge zu einem evangelischen Zeremoniale und Rituale. Göttingen 1927.
- Zeremoniale-Ausschuss der Liturgischen Konferenz (Hrsg.): Ein Evangelisches Zeremoniale. Liturgie vorbereiten, Liturgie gestalten, Liturgie verantworten. Gütersloher Verlagshaus, Gütersloh 2004, ISBN 3-579-05523-2.